# Tel Aviv Heat
Maillots
Actualités
Le Tel Aviv Heat est une franchise israélienne de rugby à XV basée à Tel Aviv. Créée en 2021, elle évolue en Rugby Europe Super Cup.

## Historique
La franchise est créée le 7 juillet 2021 pour participer à la Rugby Europe Super Cup. Elle est détenue en majorité par la fédération israëlienne de rugby à XV, le reste des parts étant détenu par le groupe Pro Rugby Partners Ltd. Ce dernier s'occupe de la gestion de l'équipe sur les aspects financiers, marketings, ressources humaines.
Le sélectionneur national, le sud-africain Kevin Musikanth est choisi pour être le premier entraîneur de l'équipe, qui emploiera les meilleurs joueurs locaux ainsi que de nombreux joueurs étrangers. Kevin Musikanth sera secondé par Demetri Catrakilis, qui s'occupera de l'attaque.
Pour son premier exercice, l'équipe inclut dans ses rangs plusieurs joueurs renommés, comme Gabriel Ibitoye ou Renaldo Bothma.

## Palmarès
- Finaliste de la Rugby Europe Super Cup en 2022 et 2023.

## Effectif
Effectif pour la Rugby Europe Super Cup 2023.
| Piliers - Mhleli Dlamini - Wiehahn Herbst - Thabiso Mdletshe - Caylib Oosthuizen - Nitzan Reizel - Justin Theys - Jared Michael Sichel Talonneurs - Nazir Gasanov - McMillan Muller - Dameon Venter Deuxièmes ligne - Misha Eli - Max Katjijeko - Yotam Shulman - Jurie van Vuuren | Troisièmes ligne - Thomas Berman - Mitchell Carstens - Yiftach Engel - Prince ǃGaoseb (c) - Semi Kunatani - Cal Smid - Jasa Veremalua Demis de mêlée - Omer Levinson - Niall Saunders - Bradley Thain - Gilad Vardi Demis d'ouverture - Jordan Chait | Centres - Richard Bryant - Nemani Buliruarua - Idan Eisenberg - Jone Manu - Howard Mnisi Ailiers - Ori Abutbul - Matt More - Peceli Nacebe - Jamba Ulengo Arrières - Sebastiaan Jobb - James Verity-Amm |
| | | |
| (c) pour le capitaine, Gras pour un joueur international | | |